# Kapitan Peak
Der Kapitan Peak (polnisch Szczyt Kapitan ‚Kapitängipfel‘) ist ein etwa 210 m hoher Berg auf King George Island im Archipel der Südlichen Shetlandinseln. Er ragt östlich des Wegger Peak auf dem Crépin Point am Ufer des Mackellar Inlet auf.
Polnische Wissenschaftler benannten ihn 1980.